# Marcus Allen
Marcus Allen (San Diego, 26 maart 1960) is een voormalig Amerikaans American football-running back. Hij speelde van 1982 tot 1997 in de NFL bij 2 clubs, de Los Angeles Raiders (1982 tot 1992) en de Kansas City Chiefs (1993 tot 1997). Allen studeerde aan de universiteit van South California waar hij in 1981 de Heismantrofee won. Allen werd in 1982 als 10e gekozen in de draft en had een zeer succesvolle carrière, Allen is in 2003 in de Hall of Fame geplaatst en wordt erkend als een van de beste running backs ooit.

## Jeugd
Allen studeerde aan de middelbare school de Abraham Lincoln en speelde daar als Quarterback en Safety.

## Universitaire carrière
Allen studeerde aan de universiteit van South California waar hij football speelde voor de USC Trojans van 1978 tot 1982. Hij werd eigenlijk gerekruteerd als Cornerback maar coach John Robinson maakte de beslissing om hem als running back te gebruiken. Als een freshman in 1978, was Allen speler van het team dat het nationale kampioenschap zou winnen, hij was tevens de back-up van Heismanwinnaar Charles White.
In 1980 werd Allen eindelijk de vaste running back, in zijn eerste jaar als starter had hij 1,563 yards, goed voor de derde meeste yards in het land, George Rogers van South Carolina en Herschel Walker van Georgia hadden net iets meer yards dan Allen. In 1981 had Allen 2,342 rushing yards, hij werd de 2e speler ooit in het college football die 2,000 yards in een seizoen had bereikt. Allen had ook een totaal van 2,683 offensive yards, leidde het land in scoren en won de Heismantrofee, de Maxwell Trofee, de Walter Camp Trofee. Hij was ook de Pac-10-speler van het jaar.
Allen eindigde zijn universitaire carrière met 4,664 rushing yards, 5,232 total yards, en 46 touchdowns, terwijl hij een gemiddelde van 5.2 yards per poging had.
USC nam zijn nummer 33 uit de roulatie.

### Statistieken
|        | Rushing | Rushing | Rushing | Rushing | Rushing | Receiving | Receiving | Receiving | Receiving | Receiving |
| JAAR   | ATT     | YDS     | AVG     | LNG     | TD      | NO.       | YDS       | AVG       | LNG       | TD        |
| ------ | ------- | ------- | ------- | ------- | ------- | --------- | --------- | --------- | --------- | --------- |
| 1978   | 31      | 171     | 5.5     | 17      | 1       | —         | —         | —         | —         | —         |
| 1979   | 105     | 606     | 5.8     | 38      | 8       | 20        | 273       | 13.7      | 34        | 0         |
| 1980   | 354     | 1,563   | 4.4     | 45      | 14      | 30        | 231       | 7.7       | 19        | 0         |
| 1981   | 403     | 2,342   | 5.8     | 74      | 22      | 29        | 217       | 7.5       | 50        | 1         |
| Totals | 893     | 4,682   | 5.2     | 74      | 45      | 79        | 721       | 9.1       | 50        | 1         |

## Professionele carrière
Allen werd als 10e gedraft door de Los Angeles Raiders. Allen had een zeer succesvolle carrière bij de Raiders, hij won 1 Super Bowl, Super Bowl XVIII en werd uitgeroepen tot Super Bowl MVP. 
Allen speelde ook nog voor de Kansas City Chiefs.

### NFL-carrièrestatistieken
|        |        | Rushing | Rushing | Rushing | Rushing | Rushing | Receiving | Receiving | Receiving | Receiving | Receiving |
| Jaar   | Team   | Att     | Yds     | Avg     | Lng     | TD      | Rec       | Yds       | Avg       | Lng       | TD        |
| ------ | ------ | ------- | ------- | ------- | ------- | ------- | --------- | --------- | --------- | --------- | --------- |
| 1982   | LA     | 160     | 697     | 4.4     | 53      | 11      | 38        | 401       | 10.6      | 51        | 3         |
| 1983   | LA     | 266     | 1,014   | 3.8     | 74      | 9       | 68        | 590       | 8.7       | 36        | 2         |
| 1984   | LA     | 275     | 1,168   | 4.2     | 52      | 13      | 64        | 758       | 11.8      | 92        | 5         |
| 1985   | LA     | 380     | 1,759   | 4.6     | 61      | 11      | 67        | 555       | 8.3       | 44        | 3         |
| 1986   | LA     | 208     | 759     | 3.6     | 28      | 5       | 46        | 453       | 9.8       | 36        | 2         |
| 1987   | LA     | 200     | 754     | 3.8     | 44      | 5       | 51        | 410       | 8.0       | 39        | 0         |
| 1988   | LA     | 223     | 831     | 3.7     | 32      | 7       | 34        | 303       | 8.9       | 30        | 1         |
| 1989   | LA     | 69      | 293     | 4.2     | 15      | 2       | 20        | 191       | 9.6       | 26        | 0         |
| 1990   | LA     | 179     | 682     | 3.8     | 28      | 12      | 15        | 189       | 12.6      | 30        | 1         |
| 1991   | LA     | 63      | 287     | 4.6     | 26      | 2       | 15        | 131       | 8.7       | 25        | 0         |
| 1992   | LA     | 67      | 301     | 4.5     | 21      | 2       | 28        | 277       | 9.9       | 40        | 1         |
| 1993   | KC     | 206     | 764     | 3.7     | 39      | 12      | 34        | 238       | 7.0       | 18        | 3         |
| 1994   | KC     | 189     | 709     | 3.8     | 36      | 7       | 42        | 349       | 8.3       | 38        | 0         |
| 1995   | KC     | 207     | 890     | 4.3     | 38      | 5       | 27        | 210       | 7.8       | 20        | 0         |
| 1996   | KC     | 206     | 830     | 4.0     | 35      | 9       | 27        | 270       | 10.0      | 59        | 0         |
| 1997   | KC     | 124     | 505     | 4.1     | 30      | 11      | 11        | 86        | 7.8       | 18        | 0         |
| Career | Career | 3,022   | 12,243  | 4.1     | 74      | 123     | 587       | 5,411     | 9.2       | 92        | 21        |

NFL-records
- Consecutive seasons with multiple touchdowns: 16 - (evenveel als Irving Fryar)
- Consecutive seasons with a rushing touchdown: 16
- Consecutive seasons with multiple rushing touchdowns: 16
- Oldest player to score 10+ touchdowns in a season: 37 jaar

## Prijzen
- Super Bowl-kampioen (XVIII)
- Super Bowl MVP (XVIII)
- 6× Pro Bowl (1982, 1984–1988 Pro Bowl, 1993)
- 2× First-team All-Pro (1982, 1985)
- Second-team All-Pro (1984)
- NFL Most Valuable Player (1985)
- NFL Comeback Player of the Year (1993)
- NFL Offensive Player of the Year (1985)
- NFL Rookie of the Year (1982)
- 2× NFL rushing touchdowns leader (1982, 1993)
- NFL rushing yards leader (1985)
- AFCA National champion (1978 USC Trojans football team)
- Heismantrofee (1981)
- Maxwell Trofee (1981)
- Walter Camp Trofee (1981)
- Pac-10 Player of the Year (1981)
- (1981 College Football All-America Team)
- (1980 College Football All-America Team)
- USC Trojans-rugnummer 33 uit de roulatie

## Privéleven
Allen trouwde in 1993 met Kathryn Edwards, ze scheidden in 2001. Allen en Edwards worden beiden genoemd in Faye Resnicks boek Nicole Brown Simpson: The Private Diary of a Life Interrupted dat werd gepubliceerd tijdens de rechtszaak van O.J. Simpson, in het boek schrijft Resnick dat Allen en Brown Simpson een affaire hadden en als Edwards dit had geweten, had ze de bruiloft afgezegd.